# Suevit

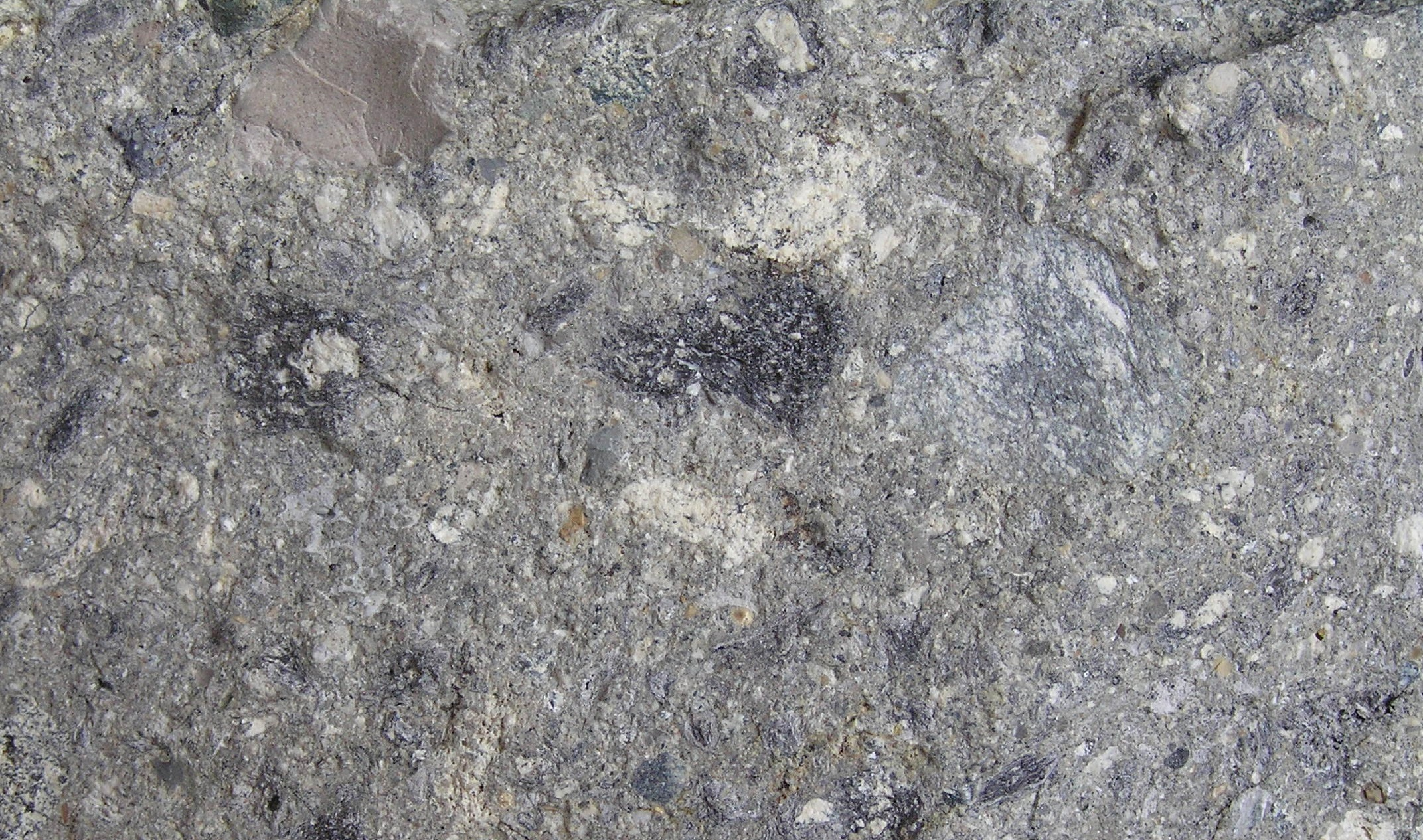
Suevit pocházející z Rieského kráteru

Suevit je název metamorfované horniny, která byla přeměněna velkým tlakem a teplotou, které vznikají nejčastěji při nárazu meteoritu větších rozměrů. Vzniklý impaktní kráter pak vytvoří nataveninu, která po vychladnutí tvoří zmiňovanou horninu.
Název suevit pochází z latinského pojmenování Švábska Sueva. Hornině, využívané v oblasti Rieského kráteru (německy Nördlinger Ries) v Bavorsku při hranicích Bádenskem-Württemberskem jako stavební kámen, se také přezdívalo Schwabenstein (v doslovném překladu švábský kámen). Název suevit poprvé použil německý mineralog a geolog Adolf Sauer až v roce 1920.

## Výskyt
Kromě  historického území Švábska v Bavorsku se suevit vyskytuje i jinde na Zemi. Tuto horninu lze nalézt i v dalších místech dopadu impaktů na zemský povrch, jako je například mexický poloostrov Yucatan, Popigajský kráter na Sibiři nebo Sudburský kráter (Sudbury Basin) v kanadské provincii Ontario.

## Historické stavby ze suevitu

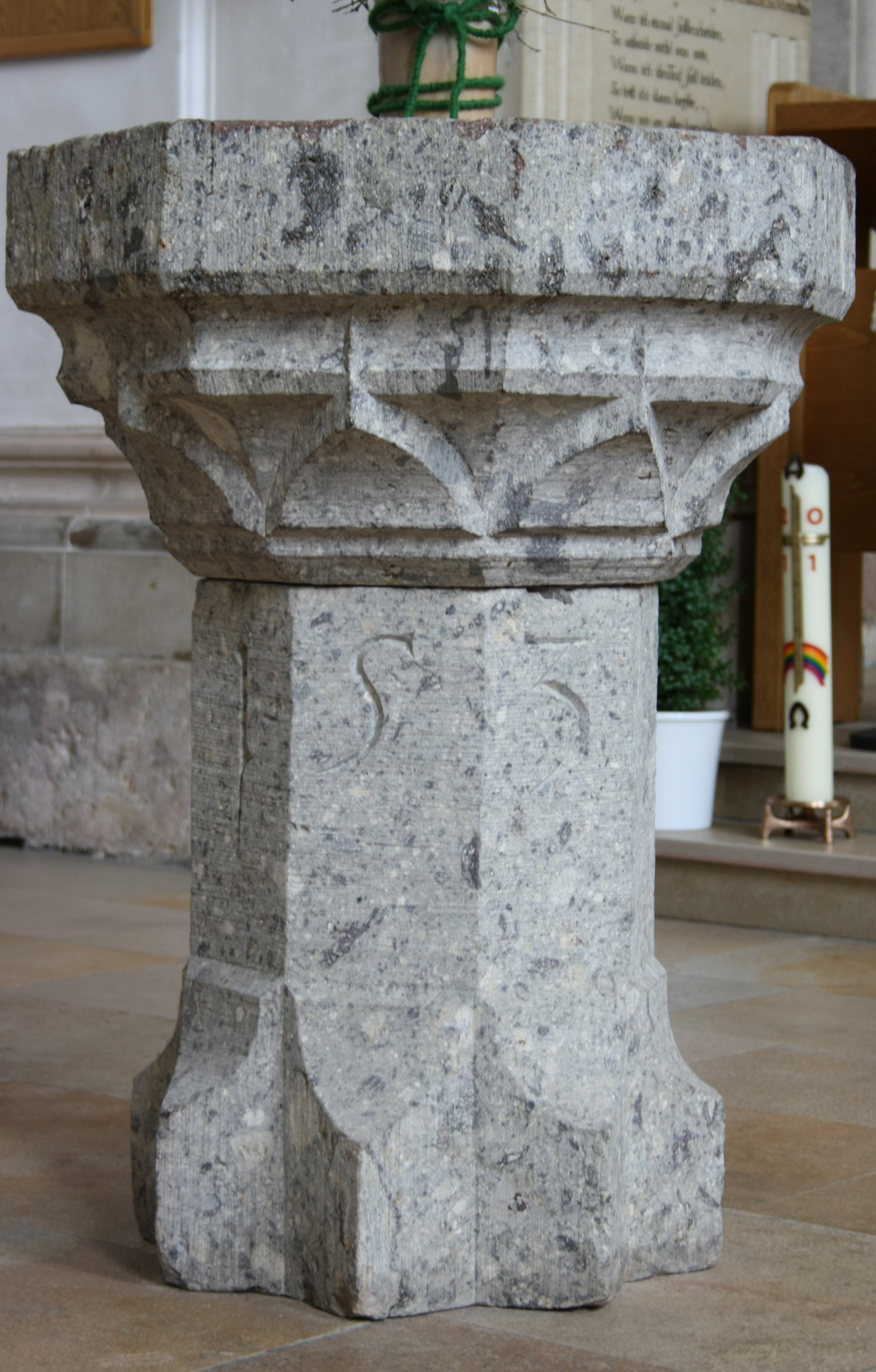
Křtitelnice, kostel sv. Trojice v Haunsheimu
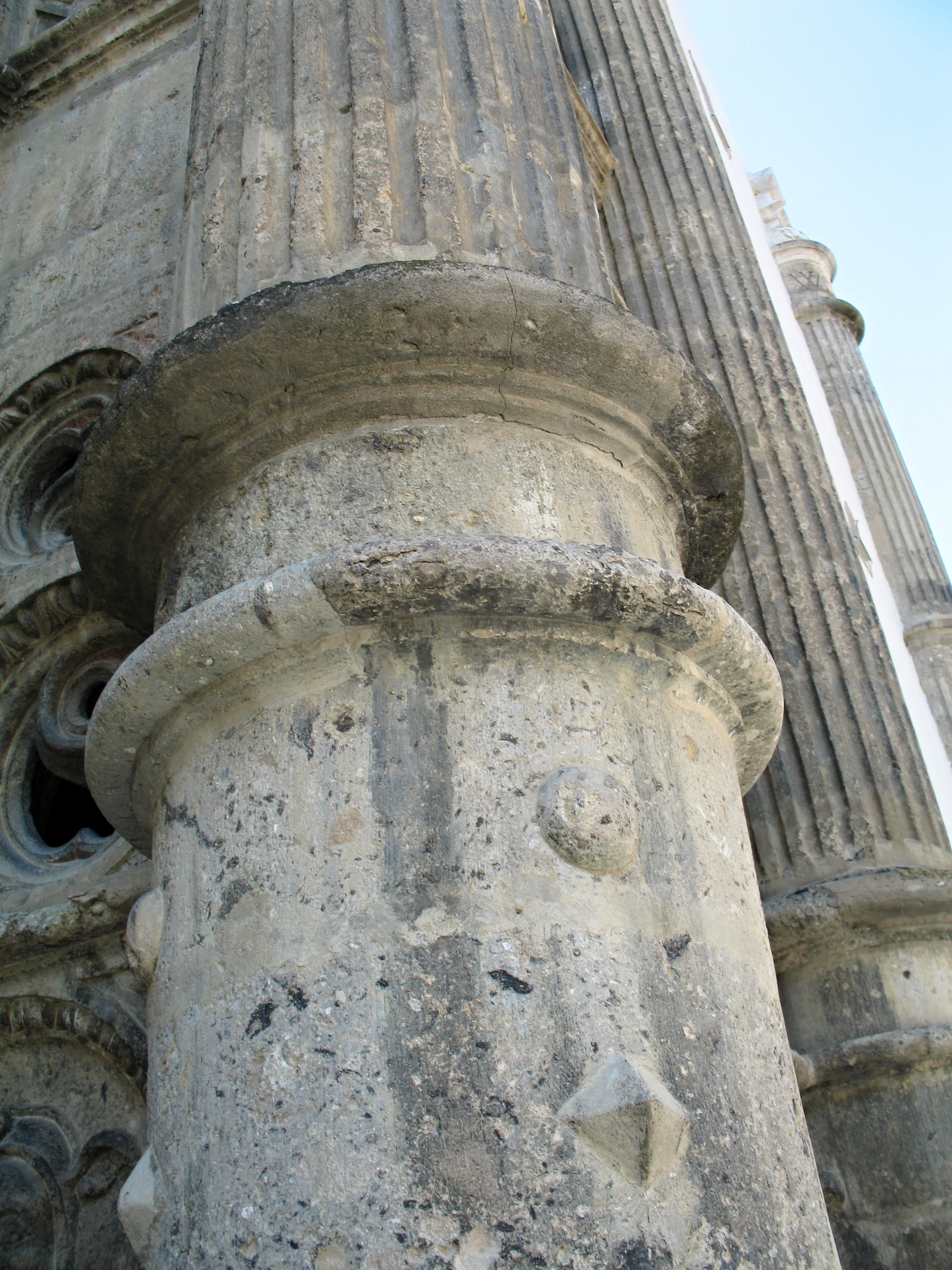
Detail sloupu ze schodiště radnice, Nördlingen
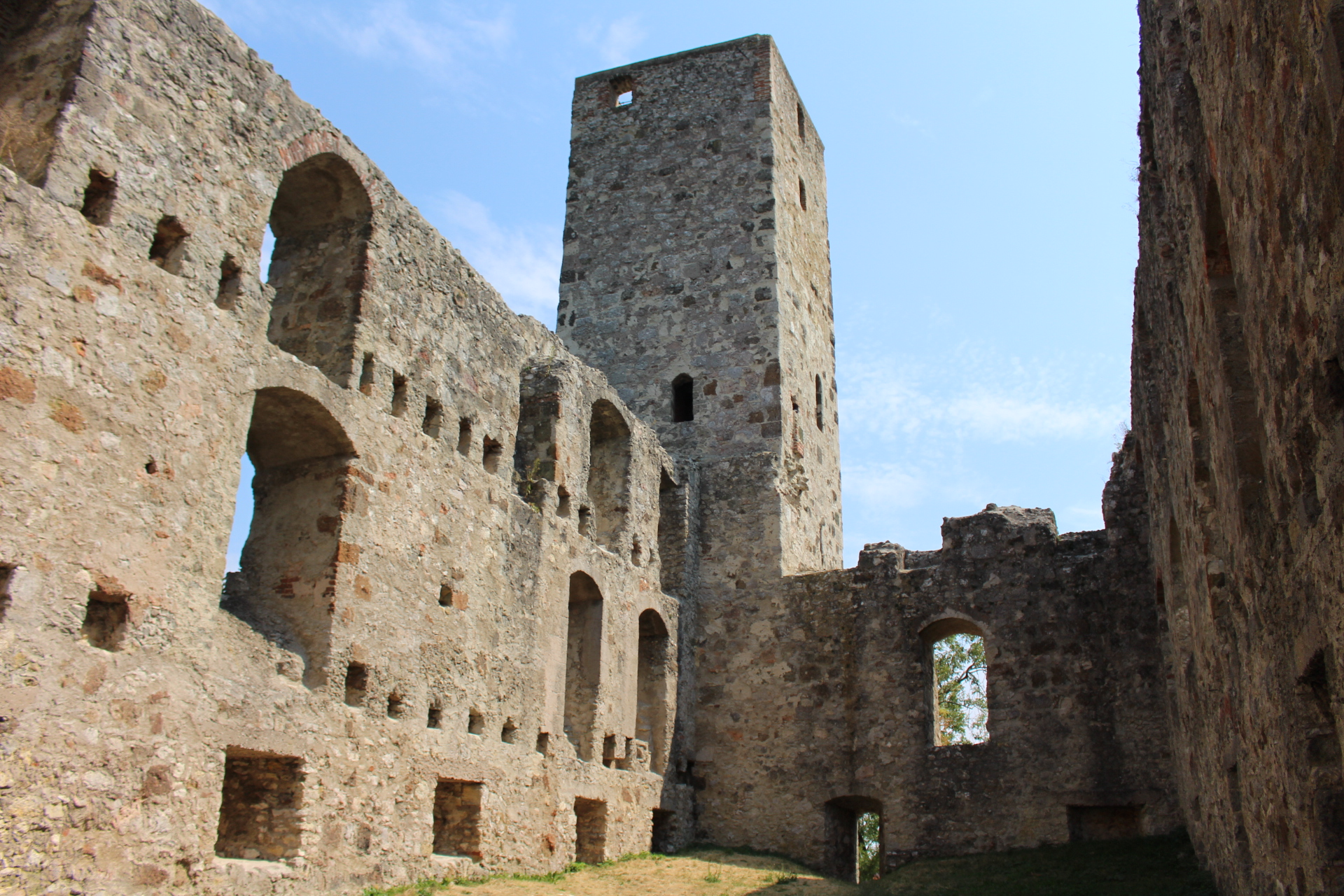
Hrad Niederhaus u Hürnheimu, Bavorsko
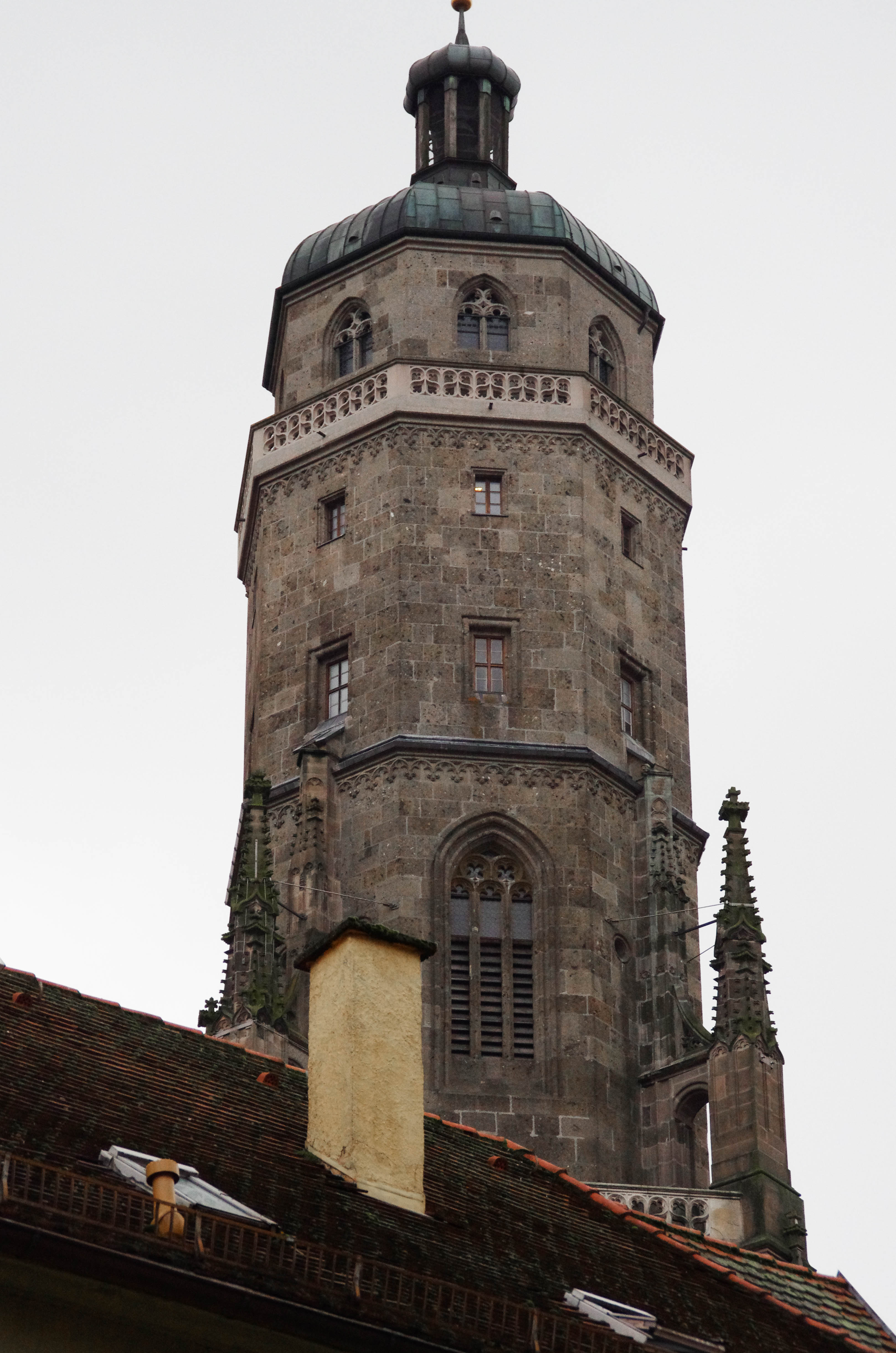
Věž Daniel, Nördlingen
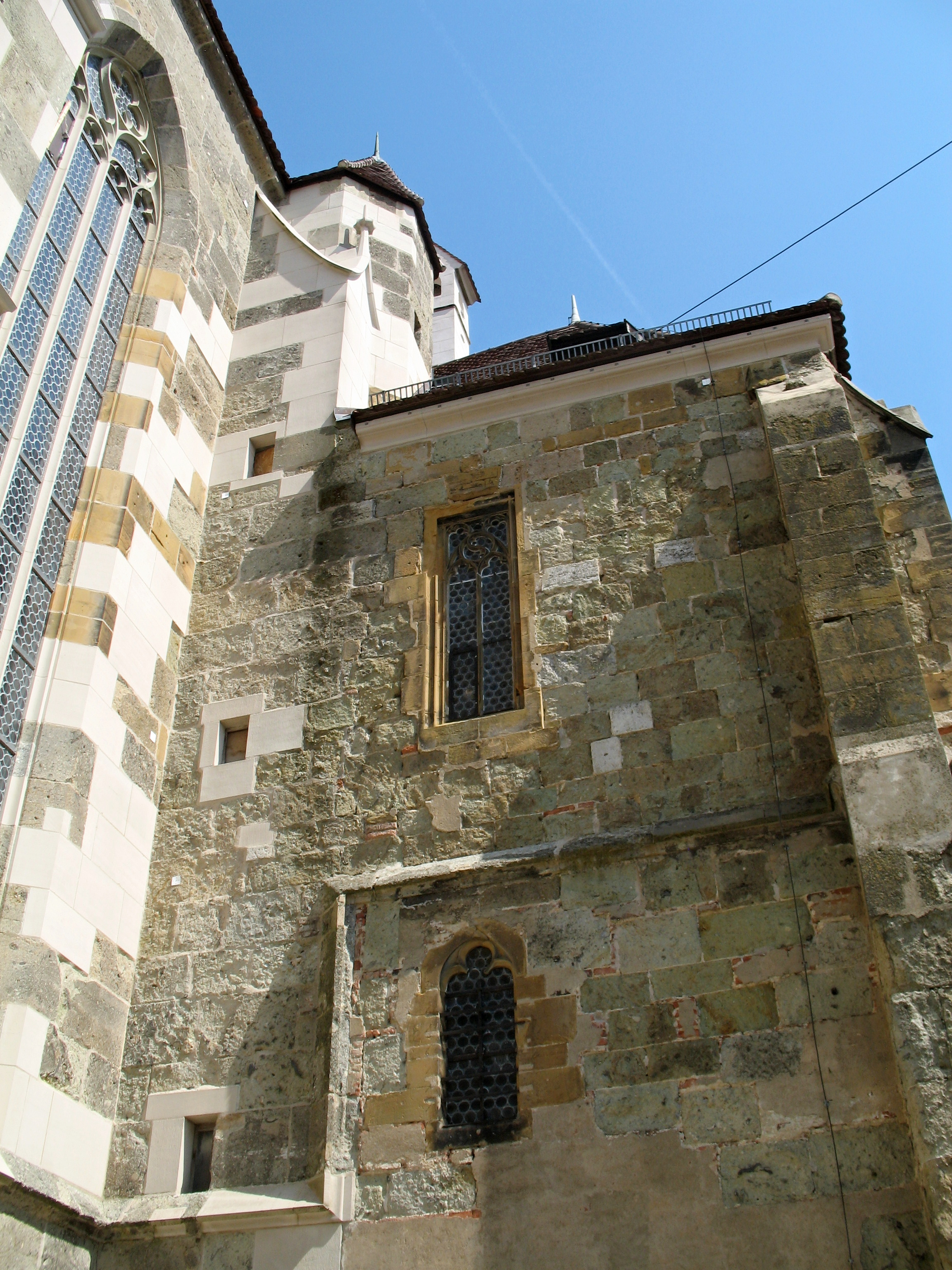
Zdi chrámu sv. Jiří v Nördlingenu